# 瓦尔泽亚 (阿马兰蒂)
瓦尔泽亚是葡萄牙波尔图区的一个堂区。总面积5.39平方公里，总人口563人，人口密度104.5人/平方公里。